# Gručasto naselje
Gručasto naselje je tip naselja, katerega objekti so nepravilno razporejeni v eno ali več medsebojno povezanih skupin. Tako se razlikujejo od naselij, ki so razpršena v različnih smereh (npr. obcestne vasi). Gručasta naselja so pogosta in nastajajo zaradi neprijaznega okolja, obrambe, vere, družbene slojevitosti, ohranjanja zemljišč in agrarnih reform, kolonizacije ali urbanizacije.